# Campionato europeo per Nazioni di rugby a 13 1935-1936
Il Campionato europeo per Nazioni di rugby a 13 del 1935-1936 fu la seconda edizione del massimo torneo continentale di rugby league o rugby a 13; venne disputato dalle nazionale della Francia, del Galles e dell'Inghilterra. In questa edizione si impose il Galles che vinse entrambi gli incontri e rese inutile la disputa dell'ultimo incontro tra la Francia e l'inghilterra.

## Formula
Venne disputato un girone all'italiana di sola andata tra le tre partecipanti.

## Risultati
| Llanelli 23 novembre 1935 | Galles | 41 – 7 | Francia | (25.000 spett.) |

| Kingston upon Hull 1º febbraio 1936 | Inghilterra | 14 – 17 | Galles | (17.100 spett.) |

|  | Francia | – | Inghilterra |  |

## Classifica
| Posizione | Nazione     | Partite | Partite | Partite | Partite | Punti | Punti  | Punti      | Punti in classifica |
| Posizione | Nazione     | Giocate | Vinte   | Nulle   | Perse   | Fatti | Subiti | Differenza | Punti in classifica |
| --------- | ----------- | ------- | ------- | ------- | ------- | ----- | ------ | ---------- | ------------------- |
| 1         | Galles      | 2       | 2       | 0       | 0       | 58    | 21     | +37        | 4                   |
| 2         | Inghilterra | 1       | 0       | 0       | 1       | 14    | 17     | -3         | 0                   |
| 3         | Francia     | 1       | 0       | 0       | 1       | 7     | 41     | -34        | 0                   |

- Francia - Inghilterra non disputata perché ininfluente per il titolo.

## Campioni
| Nazione vincitrice edizione 1935-1936 |
| ------------------------------------- |
| Galles (1º titolo)                    |